# نیویورک قدیمی کوچک (فیلم ۱۹۲۳)
نیویورک قدیمی کوچک (انگلیسی: Little Old New York) یک فیلم صامت درام به کارگردانی سیدنی الکات محصول سال ۱۹۲۳ کشور ایالات متحده آمریکا است.
این فیلم برای اولین بار در کاسموپولیتن، یک سالن سینما متعلق به ویلیام راندولف هرست، واقع در کلمبوس سیرکل در شهر نیویورک به نمایش درآمد و هفتمین فیلم پرطرفدار در سال ۱۹۲۳ در ایالات متحده و کانادا بود.

## بازیگران
- ماریون دیویس در نقش Patricia O'Day
- Stephen Carr در نقش Patrick O'Day
- جوزف مایکل کریگن در نقش John O'Day
- هریسون فورد در نقش Larry Delavan
- کورتنی فوت در نقش رابرت فولتن
- مالون همیلتون در نقش واشینگتن اروینگ
- Norval Keedwell در نقش Fitz-Greene Halleck
- George Barraud در نقش Henry Brevoort
- سم هاردی در نقش کرنلیوس وندربیلت
- Andrew Dillon as جان جیکوب آستور
- Riley Hatch در نقش فیلیپ اسکایلر
- Charles Kennedy در نقش Reilly
- اسپنسر چارترز در نقش Bunny
- Harry Watson در نقش Bully Boy Brewster
- لوئیس وولهایم در نقش The Hoboken Terror
- Marie Burke در نقش Mrs Schuyler
- Gypsy O'Brien در نقش Ariana du Puyster